# Terrafugia (entreprise)
Terrafugia est une startup américaine créée en 2006, rachetée en 2017 par le constructeur chinois Geely, qui conçoit et développe des voitures volantes dont la Transition (à ailes repliables), la Terrafugia TF-X (en) et le TF-2A (à décollage vertical).

## Histoire
Créée en 2006, Terrafugia est une société basée à Woburn (Massachusetts) aux États-Unis, qui développe une voiture-avion (ou voiture volante) hybride.
Son premier modèle, la Transition a obtenu toutes les certifications américaines pour sa commercialisation, notamment de la FAA (Federal Aviation Administration) pour se déplacer dans l'espace aérien et la NHTSA (National Highway Traffic Safety Administration) pour se déplacer sur les routes.
Terrafugia travaille sur un second projet, la TF-X, un modèle hybride doté de capacités de décollage et atterrissage vertical.
En 2017, le constructeur automobile chinois Geely (Zhejiang Geely Holding Group), propriétaire de Volvo, rachète la société américaine. Les effectifs américains sont réduits des deux tiers et la plupart des dirigeants remplacés par des chinois, entraînant le départ de deux des fondateurs, Carl et Anna Dietrich.